# 假日落
假日落是一種非常獨特的大氣現象。對觀測者而言太陽似乎正落入或已經落在地平線以下，而實際上它仍然在地平線以上。或太陽實際已經落在地平線以下，但對觀測者而言太陽似乎仍在地平線上方。
假日落與假日出相當類似，假日出傳播的光比真實太陽的能量為低，但在視覺距離上的行為與真實的太陽上有著驚人的相似。